# کاخ سنگ سیاه
کاخ سنگ سیاه مربوط به دوره هخامنشی است و در استان بوشهر، شهرستان برازجان واقع شده و این اثر در تاریخ ۱۰ مهر ۱۳۸۰ با شمارهٔ ثبت ۴۰۴۳ به‌عنوان یکی از آثار ملی ایران به ثبت رسیده است.

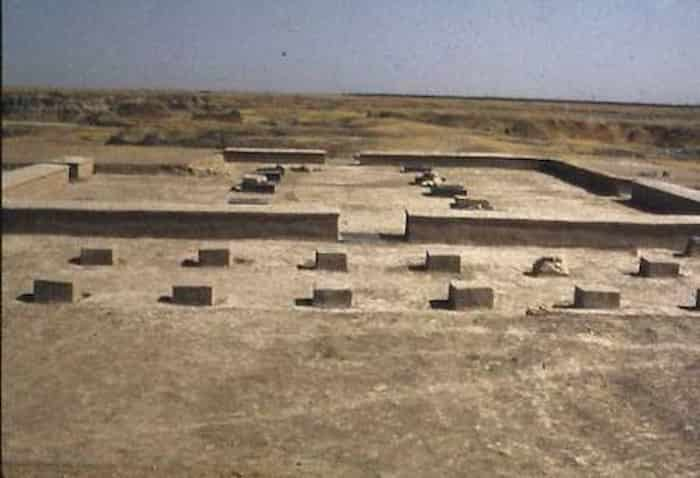

هرچند ماندگاری و دیرپایی دشتستان به هزاره‌های پیشین می‌رسد؛ اما در نبشته‌های در دست، کمتر از آن نام برده شده است. با همۀ نشانه‌های آبادانی، دشتستان به گونۀ یک بزرگ شهر ارزشمند یا یک پایگاه شاهی در زمان هخامنشیان، در هیچ جای نامی از آن نیست. هرچند در گل‌نبشته‌های به‌دست‌آمده از تخت جمشید نام برازگان نیامده، اما با کاوش و بررسی‌های باستان‌شناسی این گستره، به‌درستی روشن است دشتستان امروزی که دربرگیرندۀ محوطۀ توز/توج، کاخ بردک‌سیاه (روستای دورودگاه)، کاخ سنگ‌سیاه (روستای جتوط) و بسیاری کاخ‌ها و محوطه‌های دیگر و حتی استودان چل‌خانه است، همان تموکن (عیلامی ـ هخامنشی) است.
کاخ سنگ سیاه در شهرستان دشتستان، روستای جتوط جای دارد. کاوش این کاخ در سال 1356 سه ماه به طول کشیده است. دست‌آورد این کاوش، یک تالار میانی راست‌گوشه در راستای خاوری ـ باختری با دو رج هشت‌تایی پایه‌ستون سنگی است. در چهارسوی این تالار نیز چهار ایوان راست‌گوشه با پایه‌ستون‌هایی کوچک‌تر از تالار میانی جای دارد. مغز ستون‌ها چوبی با روکشی از گچ آراسته به رنگ سبز مغزپسته‌ای است. سرستون‌ها نیز از گچ بوده که بخش‌های چشمگیر آن چون چشم، پوزۀ شیر و .... سنگی است. این کاخ را یکی از سازه‌های ارزندۀ شهر هخامنشی تموکن دانسته‌اند که در یورش اسکندر مقدونی نابود شده است؛ اما آنچه به‌سختی کاوش شده نیز به دست غارت‌گران بمی منطقه با لودر زیرورو شده و از دست رفته است.
کاخ سنگ‌سیاه یکی از سازه‌های ارزشمند شهر تموکن هخامنشی است که امروز قاچاقچیان بیمار جز سنگ‌های شکستۀ پایه‌ستون‌ها و زمینی شخم‌زده چیزی از آن باقی نگذاشته‌اند. این کتاب دست‌آوردی است از کاوش این کاخ در زمستان 1356 و بازسازی نیمه‌کارۀ آن در سال 1384.